# Information rights management
Pour les articles homonymes, voir IRM.
L'information rights management (IRM) est un concept permettant de gérer la diffusion des informations (fichiers informatiques) dans le temps et dans l'espace.

## Périmètre
Ce concept appartient au domaine de l’entreprise content management (ECM), connu en France sous le nom de gestion de contenu d'entreprise. L’IRM est également connu sous l’appellation E-DRM qui signifie alors enterprise digital rights management. Il est préférable de parler de l’IRM plutôt que de l'E-DRM afin d'éviter  une confusion avec le digital rights management — ou DRM — utilisé pour la protection des œuvres numériques (textes, vidéos ou musiques…).
L’IRM représente une évolution dans le contrôle de la confidentialité et du cycle d'exploitation des documents échangés dans l'entreprise mais également en dehors de l'entreprise. Cela permet de communiquer en toute confiance des documents à l’extérieur sans pour autant savoir a posteriori qui aura accès au document.

## IRM dans l'espace
Un exemple simple associé à la diffusion de fichiers par messagerie électronique permet d'illustrer ce type de mise en œuvre :
Une entreprise ou un particulier décide de diffuser via messagerie électronique un fichier (quel que soit son format) vers un destinataire identifié sans ambiguïté par une adresse email ou une adresse MAC. Le fichier joint au message ne doit en aucun cas être diffusé vers un tiers. Le destinataire du message ouvre le fichier et lit le document. Puis il décide de l'envoyer à une autre personne : il utilise alors la fonction de transfert du message de son outil de messagerie. Le message est envoyé au nouveau destinataire. L'IRM agit en interdisant alors l'ouverture du fichier, puisque lors de sa diffusion, le propriétaire n'a pas souhaité que ce fichier puisse être lu par quelqu'un d'autre.

## IRM dans le temps
Un second exemple simple permet d'illustrer ce type de mise en œuvre :
Un fichier est envoyé à un destinataire par messagerie ou autre moyen de communication. Ce fichier n'est pas restreint à un destinataire particulier mais est limité à une durée fixée par le propriétaire du fichier. Lorsqu'un utilisateur cherche à ouvrir le fichier, un contrôle est réalisé pour vérifier que le document est encore valide ; si ce n'est pas le cas, l'ouverture du document est impossible.

## Solutions
Il existe plusieurs offres (2011) sur ce nouveau marché. Cependant, certaines limitent les possibilités à un format donné de fichier : ce type de solution limite donc le périmètre et la portée de l'IRM. Les solutions les plus poussées sont indépendantes du format des fichiers, et permettent d'appliquer les concepts de l'IRM à tous les types de fichier. Avec l'arrivée du cloud, l'IRM représente une véritable solution pour maîtriser le cycle de vie du document disposé sur le cloud. La vulgarisation de l'IRM doit cependant passer par une normalisation afin de permettre une véritable interopérabilité des documents protégés par l'IRM.

## Principe de mise en œuvre
L'IRM repose sur des mécanismes cryptographiques des fichiers. Les fichiers échangés ne peuvent être lus que par les postes clients pouvant décrypter les fichiers. Généralement, des politiques de sécurité sont déclarées sur un ou plusieurs serveurs qui encryptent les fichiers à protéger. Pour décrypter les fichiers, il est indispensable d'avoir installé sur les postes clients un programme permettant de se connecter aux serveurs IRM afin de s'authentifier pour demander la clef de décryptage du fichier à ouvrir. Une fois authentifié, le serveur contrôle la politique de sécurité associée au fichier et permet ou non son décryptage sur le poste client en lui fournissant  les informations utiles. Les solutions disponibles rendent ces principes transparents dès lors que les postes clients sont équipés du programme client nécessaire. La mise en place d'un système IRM nécessite donc une architecture adaptée et des mécanismes de déploiement de programme tiers sur les postes clients.  
Dans les pays anglo-saxons, l'IRM est également appelé :
- enterprise rights management
- enterprise DRM ou enterprise digital rights management
- document rights management
- intelligent rights management

En France, une proposition de nommage pour l'IRM en vogue actuellement est la suivante : GDND pour gestion des droits numériques des documents.